# Motor de catorze cilindros em linha
O motor de 14 cilindros em linha é um motor que possui os cilindros dispostos em uma única fileira, tornando este tipo de motor muito longo, restringindo o seu uso somente a grandes navios, exemplificando os porta-contêineres Mærsk E.
Esta configuração é adotada na maior versão da família de motores RT-flex96C da Wärstsilä-Sulze para ser montado navios de grande porte. É o maior motor a pistão do mundo.